# Txt2tags
txt2tags est un logiciel générateur de documents qui utilise un langage de balisage léger comme source. Txt2tags est un logiciel libre sous licence GNU GPL.
Écrit en Python, il peut exporter des documents vers 18 formats différents incluant HTML, XHTML (génération de pages Internet statiques et valides W3C), SGML, LaTeX, Lout, roff (pages de man), MediaWiki (Wikipédia), Google Code Wiki, DokuWiki, MoinMoin, MagicPoint, PageMaker et texte brut.
Il existe également une implémentation en PHP permettant l'exportation uniquement en HTML.
Le projet compte plus de 60 contributeurs issus de 17 pays.

## Historique
La première version de txt2tags est sortie le 26 juillet 2001.
La dernière version stable est la 2.6 sortie le 5 novembre 2010.
À l'époque il n'y avait que six formats de sortie possibles (txt, html, sgml, pm6, mgp, moin) et 461 lignes de code.
Le code est actuellement dix fois plus important et le système a été traduit dans plus de 10 langues, ajoutant de nouvelles options et possibilités, tout en gardant à l'esprit le principe KISS, avec une syntaxe simple et épurée, permettant d'accéder à des fonctionnalités avancées si nécessaire, mais qui ne sont pas forcément nécessaire pour une utilisation quotidienne.

## Fonctionnalités
- Syntaxe simple et dépouillée, de type wiki.
- Système de macros qui peut lever les limitations de la syntaxe initiale, en utilisant un système de préprocesseur et postprocesseur pour procéder à des remplacements de portions de texte en suivant le format des expressions rationnelles.
- Possibilité d'ajouter de nouveaux formats d'exportation à la liste déjà grande des formats supportés.

## Quelques exemples
Les balises de bases sont :
- Formatage :

```
**gras**
```

```
//italique//
```

```
__soulignage__
```

```
--barré--
```

- Organisation hiérarchique :

```
= titre niveau 1 = 
```

```
== titre niveau 2 == 
```

```
=== titre niveau 3 ===
```

```
- liste 
```

```
+ liste numérotée
```

- Inclusion de liens :

```
[image.jpg]
```

```
[lien www.site.com]
```

- Autres formatages :

```
``code``
```